# Huari Bumedien
Huari Bumedien (Houari Boumédiènne), właśc. Muhammad ibn Ibrahim Abu Charuba (Bucharuba), arab. هواري بومدين (ur. 23 sierpnia 1927, zm. 27 grudnia 1978) – algierski polityk i rewolucjonista, od 19 czerwca 1965 do 27 grudnia 1978 prezydent Algierii oraz Prezes Rady Rewolucyjnej.

## Życiorys

### Wczesne życie i kariera wojskowa
Urodził się na wschodzie Algierii w Clauzel koło Kalimy w ubogiej chłopskiej rodzinie. Wykształcony w islamskim Instytucie Konstantynie, studiował przez krótki czas w Paryżu, a także w Tunisie, w El Azhar University w Kairze. Do 1954 pracował jako dyrektor szkoły, w tym samym roku zrezygnował z posady i włączył się w działalność Frontu Wyzwolenia Narodowego. W tym czasie zastąpił swoje prawdziwe imię i nazwisko pseudonimem wojennym Bumedien na cześć Sidiego Bumediena, słynnego mistyka sufickiego, z którym go potem utożsamiano. W 1955 dołączył do oddziału partyzantów w algierskiej wojnie o niepodległość. Był szefem Grupy V wilajatu (vileyatu, podstawowej jednostki wojskowej) odpowiadającej za ataki algierskich nacjonalistów w Oranie, i dowódcą sztabu generalnego Narodowej Armii Wyzwoleńczej.
W 1960 został szefem sztabu Narodowej Armii Wyzwoleńczej. Po uzyskaniu przez Algierię niepodległości był szefem sztabu armii, urząd ten sprawował do roku 1962. Od września 1962 roku przyznano mu ministerstwo obrony a od 1963 roku był wicepremierem, a także wiceprezydentem. Posiadał ogromne wpływy polityczne, nie protestował jednak przed objęciem władzy prezydenta Algierii przez kombatanta Ahmeda Ben Bellę. Podlegały mu policja i armia. Wewnątrz partii stał na czele frakcji umiarkowanej przeciwnej radykałom Ben Belli. W czerwcu 1963 roku Ben Bella obawiając się Bumediena usunął go ze stanowiska ministra obrony a następnie przystąpił do usuwania z rządu osób sprzyjających pułkownikowi. Do degradacji Bumediena doszło pod jego nieobecność w kraju, przebywał on wówczas z delegacją w Moskwie. Pomimo utraty stanowiska systematycznie gromadził wokół siebie coraz większe wsparcie. Bazował przy tym na niezadowolonych z rządów Ben Belli członków rządzącej partii i wojskowych.
Wykorzystując coraz większe niezadowolenie wojska z prób ograniczania jego roli przez urzędującego prezydenta, 19 czerwca 1965 aresztował Ben Bellę i jego najbliższych współpracowników w całkowicie bezkrwawym zamachu stanu. Przejęcie władzy przez Huariego Bumediena wywołało międzynarodowe zaskoczenie, niemniej jednak w kraju obeszło się bez większego sprzeciwu obywateli. Po sukcesie zamachu powołał do życia Radę Rewolucyjną, na czele której stanął.

### Rządy

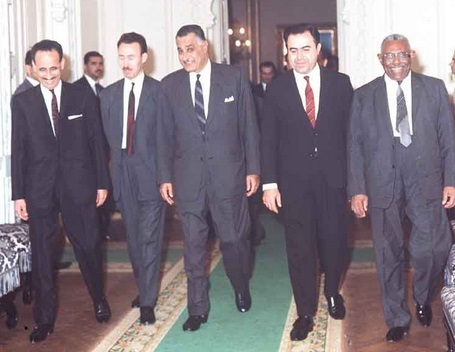
Huari Bumedien z przywódcami Iraku Abdem ar-Rahmanem Arifem, Egiptu Gamalem Abdelem Naserem, Syrii Nur ad-Dinem al-Atasiem i Sudanu Isma’ilem al-Azharim (1967)

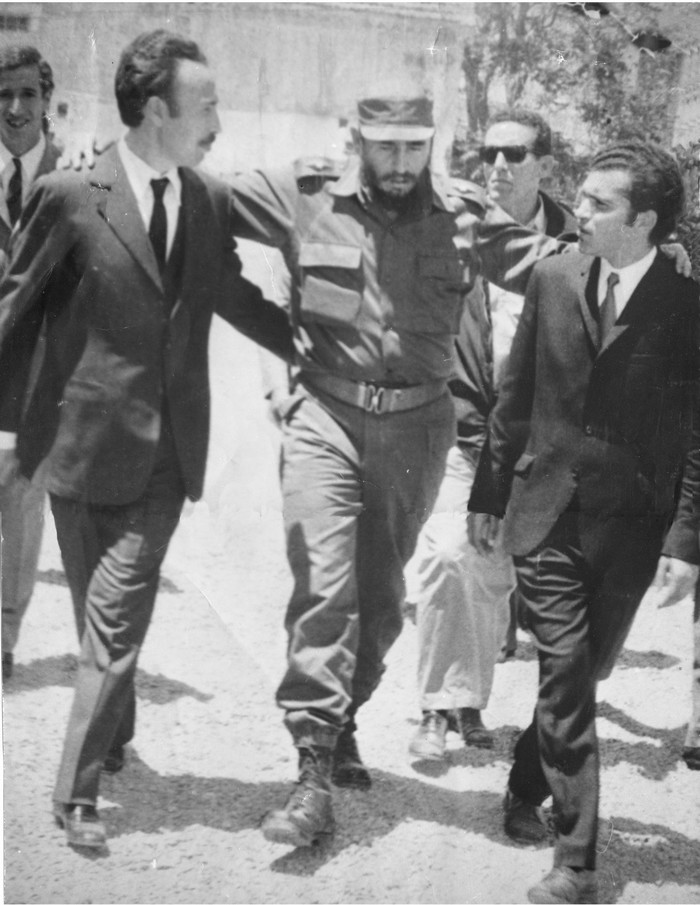
Huari Bumedien i przywódca Kuby Fidel Castro (1972)

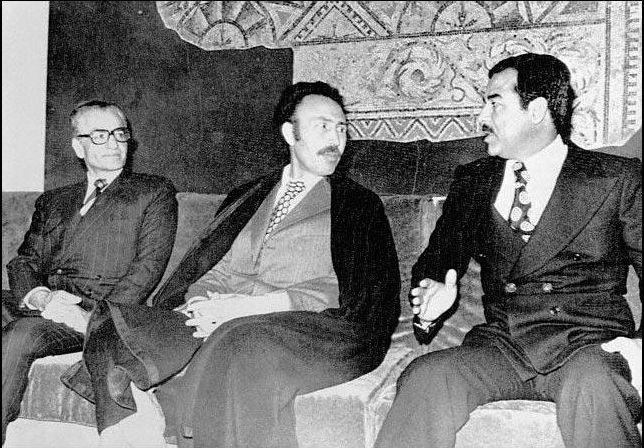
Huari Bumedien podczas rozmów Iracko-Irańskich z wiceprezydentem Iraku Saddamem Husajnem i szachem Iranu Mohammadem Rezą Pahlawi w 1975

Wraz z rozpoczęciem jego rządów w kraju rozpoczął się okres stabilizacji. Stabilizacja została zakłócona jedynie raz w 1967 roku kiedy doszło do nieudanej próby puczu niechętnych mu wojskowych. Jego styl rządów znacznie odbiegał od sposobu noszenia się Ben Belli. Bumedien ograniczył represyjne metody stosowane wobec opozycji, zrezygnował z haseł walki klas na rzecz budowy jedności narodowej. Jako zwolennik socjalizmu arabskiego od początków rządów skupił się na budowie socjalistycznego charakteru państwa. W osiągnięciu socjalizmu i budowie nowej Algierii posłużyć miała potrójna rewolucja obejmująca reformę rolną, industrializację oraz rewolucję kulturalną. Pułkownik mógł realizować swoje reformy poprzez skupienie w swoich rękach najważniejszych stanowisk państwowych. Był on prezydentem, premierem, przewodniczącym Rady Rewolucyjnej i partii oraz ministrem obrony narodowej. Przejęcie władzy przez Bumediena wzbudziło sprzeciw części lewicowych i sympatyzujących z Ben Bellą członków rządzącej partii. Połączyli oni siły z algierskimi komunistami, którzy również przeszli do opozycji i utworzyli Ludowy Ruch Oporu. Zdominowana przez komunistów organizacja została poddana przez rząd aresztowaniom. Nie trwały one jednak długo gdyż Bumedien starał się złagodzić napięcie. W ramach tej polityki powierzył on komunistycznym politykom stanowiska w rządzie, głównie te powiązane z gospodarką.
Pułkownik prowadził budowę aparatu państwowego, co nie zostało zrealizowane za rządów poprzedniego prezydenta. Pierwszym etapem budowy była likwidacja niezależności wilajatów (struktur samorządowych odpowiadających polskim województwom), które były przez byłych liderów partyzanckich traktowane jako własne strefy wpływów. Bumedien w polityce administracyjnej odszedł od zasady przydzielania urzędów weteranom wojny o niepodległość, nadając stanowiska państwowe osobom do tego kompetentnym. Powołał rady gminne i zgromadzenia wilajtowe. W lutym 1967 roku przeprowadzone zostały pierwsze wybory do Gminnego Zgromadzenia Ludowego. Prezydent liczył, że takie rady przyciągną najbardziej aktywnych działaczy i wzmocnią rządzącą monopartię u podstaw. Rady gminne nie zostały zrealizowane na skutek braków personalnych i niedostatecznych finansów. Kolejnym etapem budowy administracji było utworzenie działających przy prefektach, Wilajatowych Zgromadzeń Ludowych. Zgromadzenia koordynowały politykę gospodarczą, socjalną i kulturalną na poziomie lokalnym. Pierwsze wybory do nich odbyły się w maju 1969 roku a wszyscy kandydaci startowali z listy Frontu Wyzwolenia Narodowego. W ramach reformy administracyjnej zwiększono liczbę wilajtów do 31 (z 15) a powiatów do 161. Efektem takiego poszerzenia była rozbudowa biurokracji.
W 1975 roku, w dziesiątą rocznicę przejęcia władzy, zapowiedział utworzenie nowej konstytucji, karty narodowej oraz wybory prezydenckie i do Zgromadzenia Narodowego. Prace nad kartą narodową zakończono w lutym 1976. Jej wprowadzenie w życie zostało poddane referendum, które odbyło się w czerwcu tego samego roku. Karta stanowiła manifest ideologiczny, przedstawiono w niej specyfikę socjalizmu algierskiego, którego podstawą miało być chłopstwo. W listopadzie, również na drodze referendum przyjęto nową konstytucję. W grudniu odbyły się z kolei wybory w których wygrał Bumedien, zdobywając 95% głosów. W lutym kolejnego roku odbyły się wybory do Ludowego Zgromadzenia Narodowego. Nowe władze wywodzące się w większej mierze z inteligencji i kadr administracyjnych aniżeli kombatantów wojny o niepodległość, skupiły się na industrializacji kraju. Proces ten umożliwiły bogactwa naturalne kraju: ropa, gaz, uran, fosforany i rudy żelaza. Zanim rozpoczęto industrializację, dokonano nacjonalizacji sektora bankowego, przemysłu maszynowego i wydobywczego. Rząd planował także nacjonalizację przemysłu lekkiego do czego jednak nie doszło. Sytuację gospodarczą znacznie poprawił wzrost cen ropy naftowej, jaki miał miejsce w pierwszej połowie lat 70. Umożliwił on rozpoczęcie industrializacji i budowę modelu państwa opiekuńczego. Proces ten uległ spowolnieniu ze względu na konieczność kupowania technologii na Zachodzie i zatrudniania tamtejszych specjalistów.
Industrializacja udała się w zakresie budowy przemysłu wydobywczego, pozostałe zakłady były jednak deficytowe. Nie zdołano stworzyć przemysłu, mogącego funkcjonować dzięki rodzimym specjalistom i technologiom. Problemem była biurokracja, nepotyzm i korupcja. Problemy związane również były z widocznymi różnicami między wsią a miastami - co spowodowane były niską efektywnością rolnictwa. Rolnictwo było zarządzane kolektywnie a na wzór innych socjalizmów, pracę na roli podejmowali między innymi studenci w ramach akcji propagandowych. Realizowany był pomysł tworzenia obejmujących wiosek socjalistycznych. Taki modelowy rodzaj wiosek obejmował domy w liczbie od 100 do 300, centrum handlowe, meczet, łaźnię i szkołę. Nacjonalizacja krjaowego przemysłu naftowego doprowadziła do ziwększenia dochodów państwa. Z drugiej strony skupienie się na „przemyśle uprzemysławiającym” doprowadziło do załamania się tego sektory gospodarki. Nastąpiła również dezorganizacja społeczna połączona z ówczesną eksplozją demograficzną: od 1962 do 1978 liczba mieszkańców zwiększyła się 6 milionów, a bezrobocie trzykrotnie wzrosło.
Doprowadził do znacznej likwidacji analfabetyzmu który przed laty był w Algierii powszechny. Prowadził politykę arabizacji i ograniczania francuskich wpływów kulturalnych i językowych. Rząd Bumediena dużą rolę przywiązywał do religii islamu. Konstytucja z 1976 roku uznała islam za religię państwową. Sam prezydent podkreślał, że socjalizm jest zakorzeniony w islamie i odrzucał marksizm, który uważał za zachodni. Pomimo odwołań do islamu, w sferze obyczajowej prowadził politykę rozdziału religii i państwa zwalczając wpływy konserwatywnych duchownych.
Umocnił pozycję na arenie międzynarodowej. Prowadził politykę niezaangażowania się, utrzymując dobre stosunki zarówno z Układem Warszawskim, jak i NATO. Algieria stała się nieformalnym liderem Trzeciego Świata a pozycja Algierii w tym kręgu świata była o wiele wyższa aniżeli rzeczywista siła państwa. W  1973 zorganizował w Algierze – algierskiej stolicy – szczyt ruchu państw niezaangażowanych, a w tym czasie pełnił rolę przewodniczącego organizacji. W 1973 wystąpił w siedzibie ONZ w Nowym Jorku, gdzie ogłosił w przemówieniu „nowy międzynarodowy ład gospodarczy”. W 1975 roku brał udział w mediacjach między szachem irańskim Mohammadem Rezą Pahlawim a wiceprezydentem Iraku Saddamem Husajnem w wyniku czego doprowadzono do porozumienia w Algierze kończącego długoletni konflikt między państwami.
Starał się uniezależnić od Francji poprzez między innymi budowę lepszych stosunków ze Związkiem Radzieckim. W ramach ograniczania wpływów francuskich, w  1968 wymusił na Francji zlikwidowanie baz militarnych w Al-Marsa al-Kabir pod Oranem a w 1971 przywrócił Algierii prawo własności do złóż gazu i ropy naftowej. Największym przeciwnikiem Bumediena w polityce zagranicznej były proamerykańskie monarchie arabskie i Izrael (był przeciwnikiem jakichkolwiek rozmów z Izraelem). Szczególnie złe relacje dzieliły Algierię z Marokiem.
W połowie lat 70. Algieria wsparła niepodległościowców z Frontu Polisario z Sahary Zachodniej i rozpoczęła ich finansowanie i zbrojenie. W 1976 roku wojska algierskie w liczbie 400 żołnierzy stoczyły bitwę z wojskiem marokańskim w Amgali. Bumedien aktywnie wspierał ruchy które rozpatrywał jako antykolonialne w Trzecim Świecie, co stanowiło przedłużenie wcześniej polityki Ben Belli. Z algierskiej pomocy korzystały organizacje takie jak Afrykański Kongres Narodowy, Organizacja Wyzwolenia Palestyny, SWAPO a przede wszystkim wspomniany wcześniej Front Polisario. Oprócz tego ugościł w Algierii pozostające na emigracji Czarne Pantery walczące o prawa Afroamerykanów i pozwolił im na prowadzenie na terenie kraju swoich struktur.
W październiku 1978 stan zdrowia Bumediena nagle się pogorszył. W połowie listopada, podczas badań w Moskwie, wykryto u niego makroglobulinemię Waldenströma. Diagnozę tę potwierdził później sam prof. Jan Gösta Waldenström, który zbadał chorego po jego powrocie do Algierii. Szybko postępująca choroba spowodowała niewydolność nerek, skrzepy w mózgu, a w końcu śpiączkę, z której Bumedien nigdy się nie wybudził. Zmarł 27 grudnia 1978, rząd Algierii ogłosił 40–dniową żałobę narodową, opuszczono flagi do połowy masztu, stacje radiowe puszczały muzykę żałobną i odwołano wszelkie wydarzenia rozrywkowo-kulturalne, żałobę narodową ogłoszono również w kilkunastu państwach m.in. w Zairze (5 dni), Brazylii (3 dni), Jugosławii (1 dzień) i Argentynie (1 dzień). Dwa dni później odbył się pogrzeb, który zgromadził ogromne tłumy Algierczyków i zagranicznych przywódców m.in. przywódca Palestyńczyków Jasir Arafat, prezydent Syrii Hafiz al-Asad, a wśród amerykańskiej delegacji był bokser Muhammad Ali.